# Девака, Хосе
Хосе Рикардо Девака Санчес (исп. José Ricardo Devaca Sánchez; род. 18 сентября 1982, Капьята, Сентраль) — парагвайский футболист, защитник.

## Биография
Девака начал свою карьеру в «Серро Портеньо» в 2000 году. В 2001 году он переехал в Италию, чтобы играть за «Удинезе», но в 2002 году вернулся в Парагвай, чтобы снова играть за «Серро Портеньо». В том же году он переехал в Аргентину, чтобы играть за «Сан-Лоренсо де Альмагро», прежде чем в 2003 году переехать в «Серро Портеньо». В 2004 году он снова переехал в Италию и «Удинезе». Вернулся в Парагвай в 2005 году, на этот раз играл за «Либертад». В 2006 году он в четвёртый раз переехал в «Серро Портеньо». Затем он перешёл в «Годой-Крус». В 2007 году он перешёл в «Банфилд», где он был частью команды, которая выиграла Апертуру 2009 года в первый раз в своей истории.